# Cité Blanche (Paris)
Pour les articles homonymes, voir Cité Blanche.
Ne doit pas être confondu avec Ville blanche.
La cité Blanche est une voie (Impasse) située dans le quartier de Plaisance du 14e arrondissement de Paris.

## Situation et accès
La cité Blanche est desservie par la ligne 13 du métro et la ligne 3a du tramway d'Île-de-France à la station Porte de Vanves.

## Origine du nom

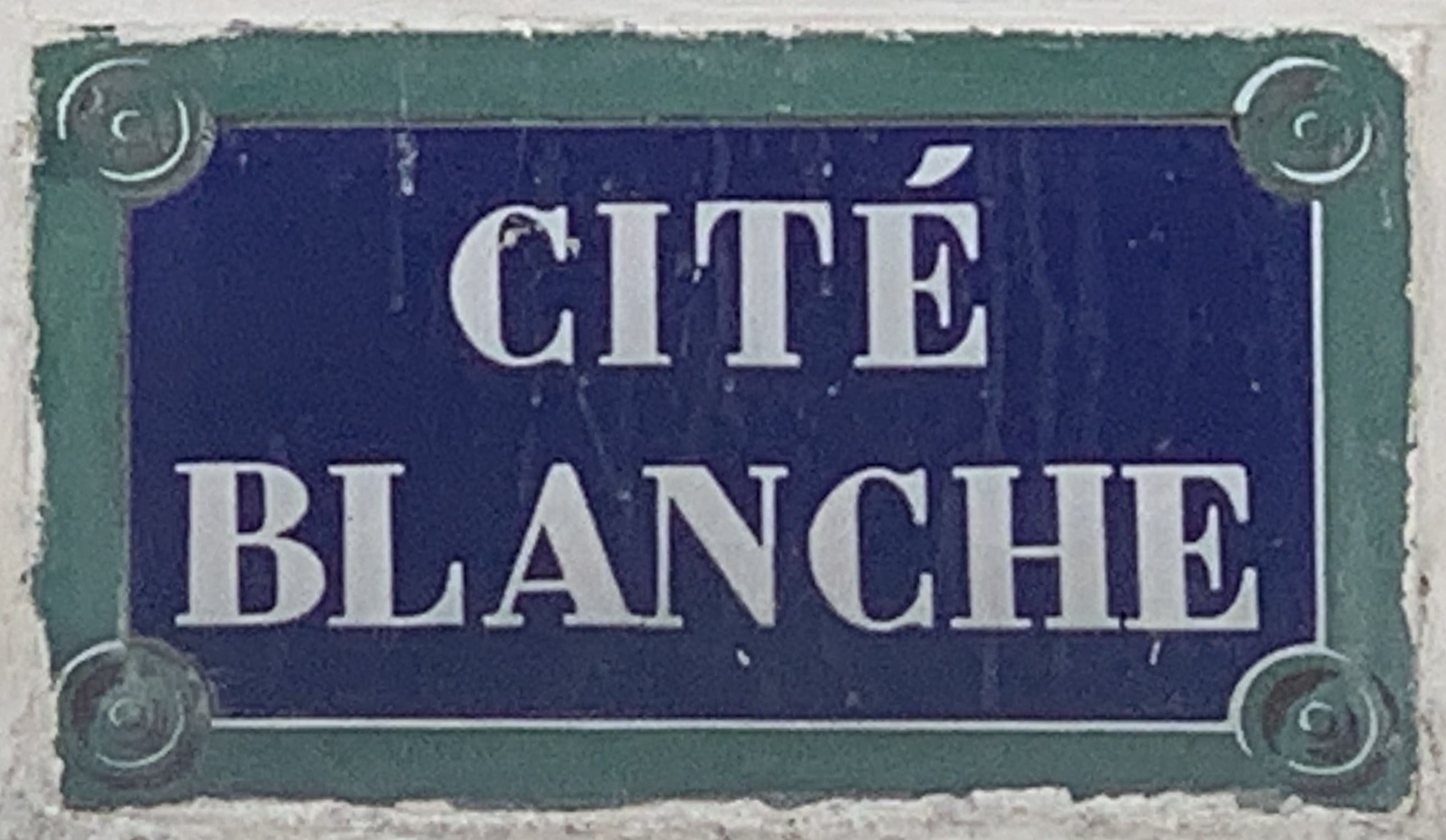
Plaque de la voie.

Cette voie tient son nom du prénom de la fille du propriétaire local.

## Historique
La cité Blanche a pris sa dénomination en 1856 lors de sa percée et est ouverte à la circulation publique par arrêté du 23 juin 1959.

## Bâtiments remarquables et lieux de mémoire
- La voie contourne l'église Notre-Dame-du-Rosaire.